# Hilara tanychira
Hilara tanychira är en tvåvingeart som beskrevs av Gabriel Strobl 1892. Hilara tanychira ingår i släktet Hilara och familjen dansflugor. Inga underarter finns listade i Catalogue of Life.